# NGC 3765
NGC 3765 је спирална галаксија у сазвежђу Лав која се налази на NGC листи објеката дубоког неба.
Деклинација објекта је + 24° 5' 47" а ректасцензија 11h 37m 4,3s. Привидна величина (магнитуда) објекта NGC 3765 износи 14,3 а фотографска магнитуда 15,0. NGC 3765 је још познат и под ознакама MCG 4-28-1, CGCG 127-3, PGC 35956.